# 1985年の航空
< 1985年
1984年の航空 - 1985年の航空 - 1986年の航空

## 航空に関する出来事
- 2月12日 - フィンランドの初等練習機、L-70 ヴィンカが初飛行した。
- 2月19日 - イベリア航空610便墜落事故。148人が犠牲となった。
- 4月30日 - イギリスがYAV-8Bを逆輸入したハリアーGR.5の原型機が初飛行した。
- 5月1日 - フランスの潜水艦発射弾道ミサイル、M4ミサイルが完成した。
- 5月14日 - 空対空ミサイル、AIM-120 アムラームの発射に成功した。
- 5月29日 - パリ航空ショーでアントノフAn-124が公開された。
- 6月14日〜7月1日 - ギリシャのアテネからイタリアのローマへ向かったトランス・ワールド航空847便（ボーイング727型機）が、地中海上空を飛行中にイスラーム過激派を名乗る2人組にハイジャックされ、アメリカ人乗客が1名射殺された。（トランス・ワールド航空847便テロ事件）
- 6月23日 - インド航空182便爆破事件。シク教徒によるテロ事件。329人死亡。これは航空爆破テロ事件としては最大の死者を出したものである。
- 6月23日 - 成田空港手荷物爆発事件 - 上のインド航空同様のシク教徒によるテロ事件。手荷物係2名が死亡。
- 6月24日 - アメリカ合衆国のヘリコプター、シコルスキー S-76 シャドウハーツが初飛行した。
- 7月4日 - スペイン空軍の曲技飛行隊、パトルーラ・アギラが結成された。

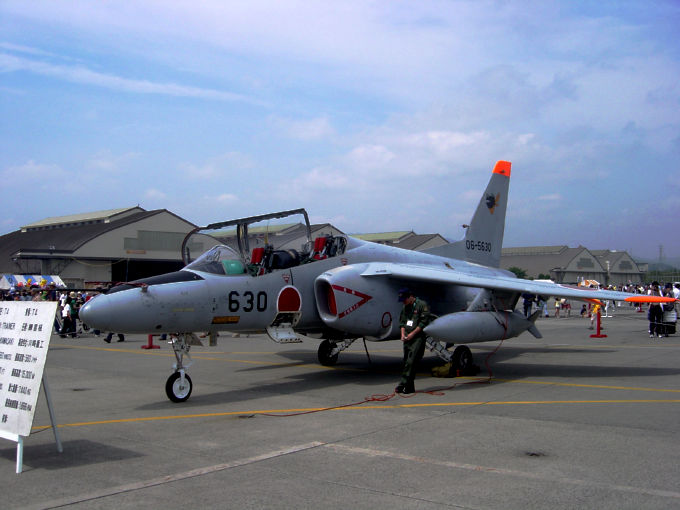
川崎重工業のT-4

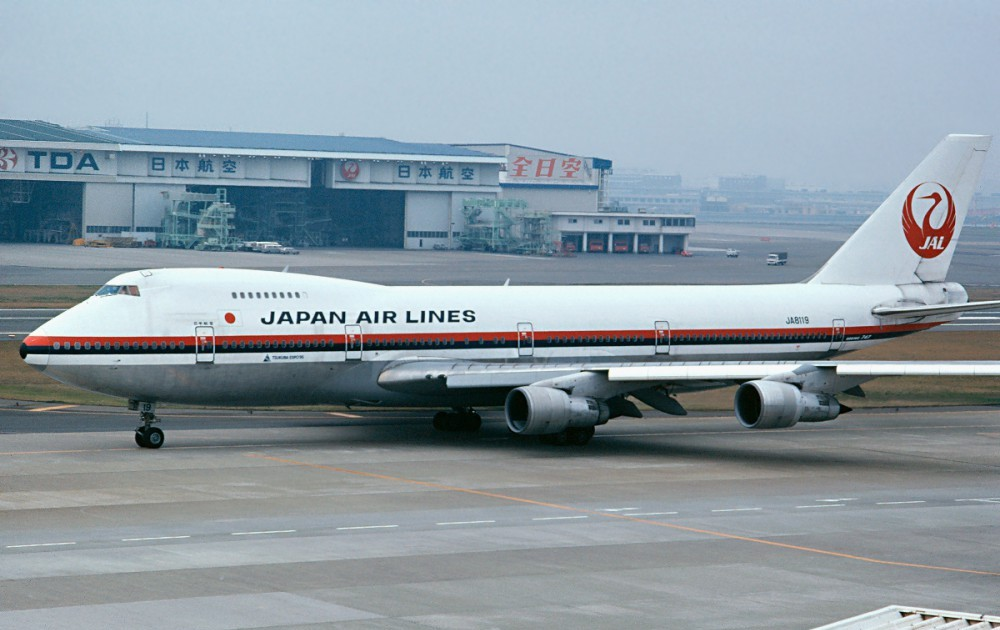
日本航空123便墜落事故(1985)。画像は事故機JA8119

- 7月10日 - アエロフロート航空7425便墜落事故。200人が死亡した。これはアエロフロート最悪の航空事故である。
- 7月29日 - ジェット練習機、川崎重工業のT-4が初飛行した。
- 8月2日 - デルタ航空191便墜落事故。ダラスでデルタ航空のロッキード L-1011 トライスターが墜落し、135人が死亡した。
- 8月2日 - 西ドイツ、イギリス、イタリアがユーロファイター タイフーンの開発契約に署名した。
- 8月12日 - 日本航空123便墜落事故。日本航空のボーイング747が、群馬県上野村御巣鷹の尾根に墜落。520人が死亡。これは航空史上2位、単独機による事故では最悪となるものである。
- 8月22日 - ブリティッシュ・エアツアーズ28M便火災事故。ブリティッシュ・エアツアーズのボーイング737が、マンチェスター国際空港で炎上し55人が死亡した。
- 9月13日 - 軌道上の人工衛星を破壊する実験が行われ、マクドネル・ダグラスのF-15 イーグルが約12,000 mの高度からASM-135ミサイルを発射し目標衛星にMHVを命中させることに成功した。（衛星攻撃兵器）
- 10月3日 - スペースシャトル・アトランティスが、最初のミッションを行った。
- 11月23日〜24日 - アテネ発カイロ行きのエジプト航空648便が、国際テロ組織「アブ・ニダル」にハイジャックされた。事件発生から25時間後にエジプトの特殊部隊が強行突入し、犯人との銃撃戦の末、ハイジャック機を奪還したが、この銃撃戦で乗客56名が死亡した。（エジプト航空648便ハイジャック事件）
- 12月3日 - エール・メディテラネが、ATR 42の運用を開始した。
- 12月12日 - アロー航空1285便（ダグラス DC-8-63CFが、ニューファンドランド島のガンダーから離陸後まもなく墜落し乗員乗客256人全員が死亡。（アロー航空1285便墜落事故）
- 12月21日 - ルーマニアが独自に設計/製造した初のジェット練習機、IAR 99の試作機が初飛行した。
- 12月24日 - 琉球エアーコミューター株式会社（RAC）が設立された。

## 1985年に初飛行した機体の画像

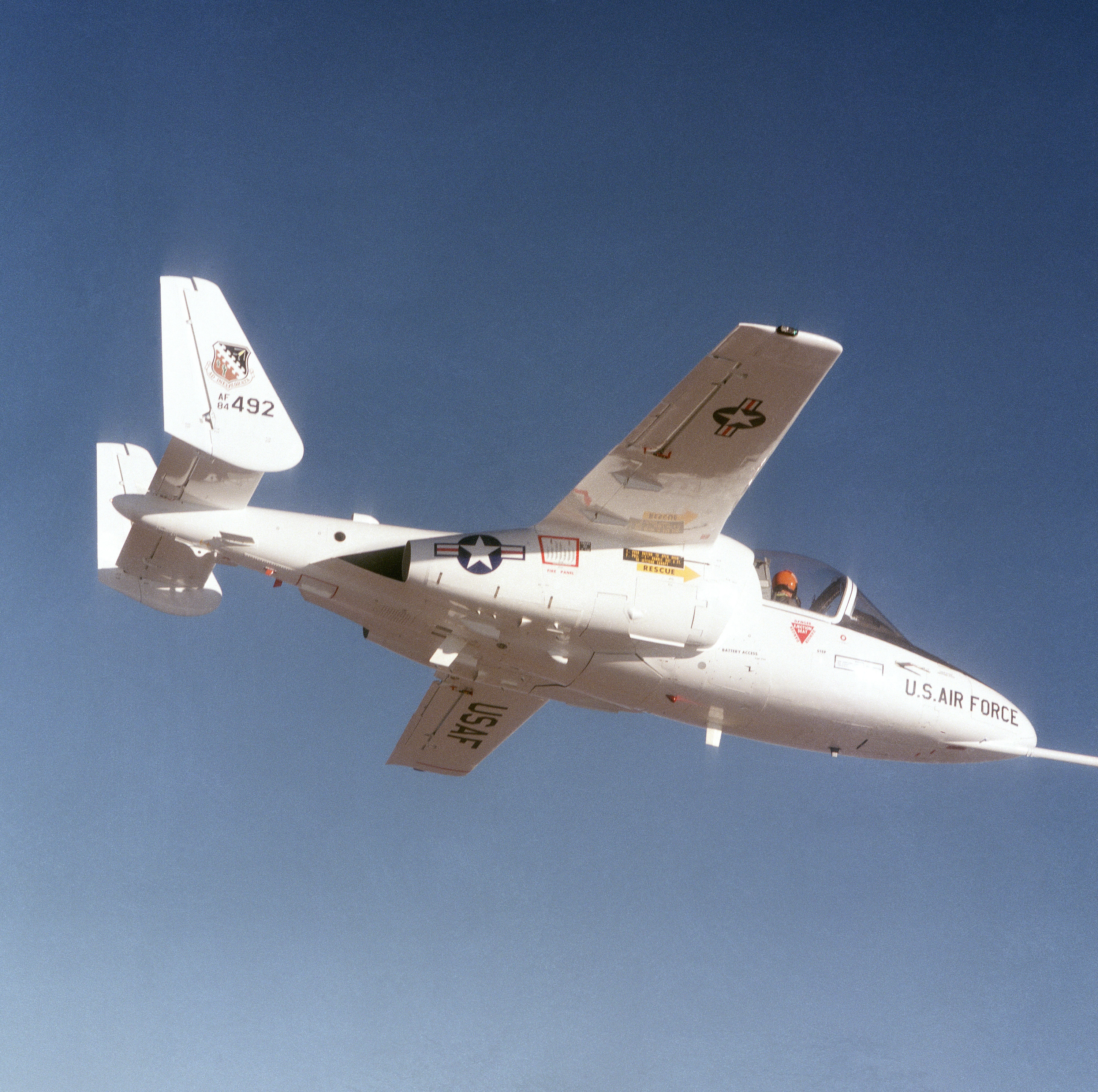
フェアチャイルド・リパブリック T-46 （10月15日）

## 航空に関する賞の受賞者
- FAI・ゴールド・エア・メダル：Ralph P. Alex